# Plundering van Maastricht (881)
De plundering van Maastricht door de Vikingen was een plundering en verwoesting, die waarschijnlijk in het najaar van 881 plaatsvond in Maastricht. De plundering was onderdeel van een dertien jaar durende strooptocht van de Vikingen in het gebied van Maas en Rijn.

## Voorgeschiedenis

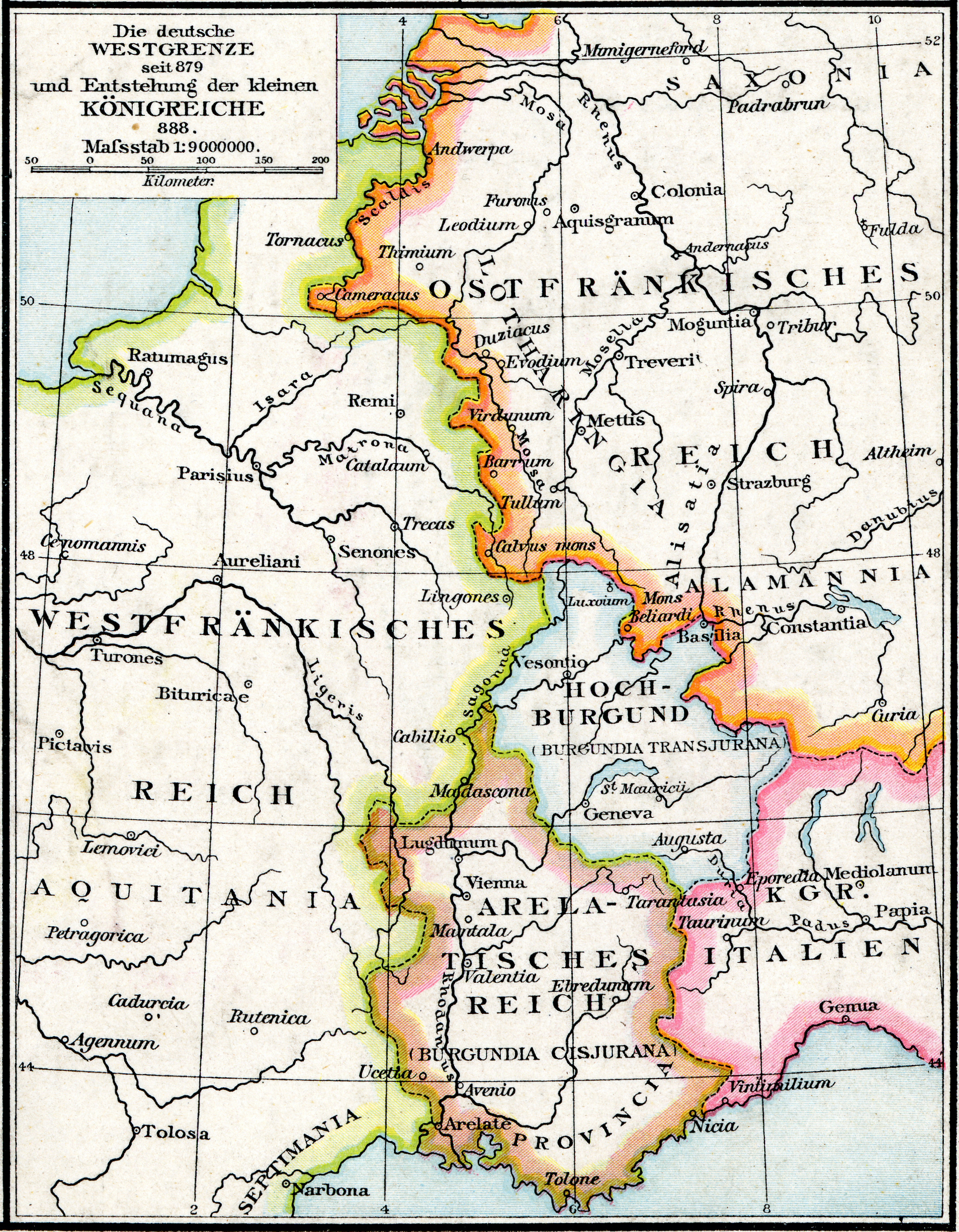
Het Frankische Rijk in 881

### Staatkundige situatie
Het is niet geheel duidelijk wie in 881 de macht in handen had in Maastricht en omgeving. In 870 was bij het Verdrag van Meerssen het Karolingische Middenrijk (Midden-Francië of Lotharingen) verdeeld door Karel de Kale van West-Francië en Lodewijk de Duitser van Oost-Francië. Het gebied ten westen van de Maas kwam daarbij aan West-Francië. In het verdrag wordt het districtus Trectis ("gebied van Maastricht") toegewezen aan Oost-Francië. Onduidelijk is of daarmee de hele stad of slechts het op de oostelijke Maasoever gelegen stadsdeel Wyck bedoeld werd. De Annales Bertiniani vermelden dat de op de westelijke Maasoever gelegen Sint-Servaasabdij aan Karel de Kale werd toebedeeld. Het Verdrag van Meerssen werd in 878 bekrachtigd in het Verdrag van Voeren. In 880 volgde het Verdrag van Ribemont, waarbij de grens tussen West- en Oost-Francië opschoof naar de Schelde. Wat de invloed was in Maastricht van regionale leenmannen als Giselbert I van Maasgouw en diens zoon Reinier Langhals is evenmin duidelijk. Wel kan worden vastgesteld dat Maastricht in de eeuwen daarna als een rijksonmiddellijke stad in het Heilige Roomse Rijk werd beschouwd, alhoewel ook de Luikse rijksbisschoppen er een zekere invloed behielden.

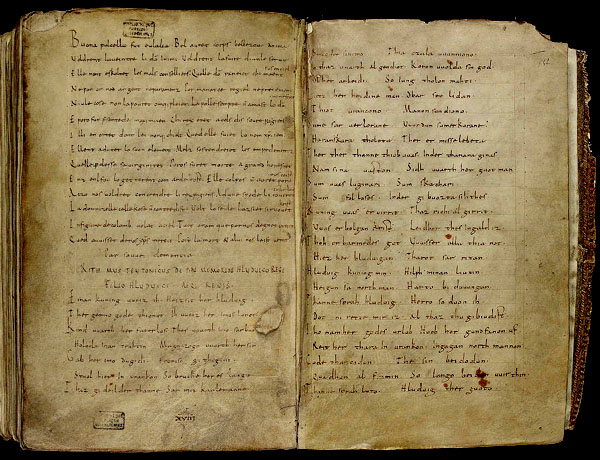
Het Ludwigslied, lofdicht op Lodewijk III na zijn overwinning op de Vikingen in 881

### Vikingen in de Nederlanden
De belangrijkste bron voor de 9e-eeuwse geschiedenis van wat later de Nederlanden zou heten, zijn de Annales Fuldenses. Deze maken veelvuldig melding van plundertochten van Noormannen of Vikingen in hun gevreesde Vikingschepen, in deze streken vanaf de jaren 830, onder andere in Dorestad, Antwerpen en Witla (aan de monding van de Maas). In 847 overvielen de Vikingenleiders Godfred Haraldson en zijn neef Rorik de belangrijke handelsnederzetting Dorestad opnieuw, waarna Rorik enkele jaren later Dorestad in leen ontving. In 863 plunderden Vikingen het Rijnland. In 872 vond te Maastricht een ontmoeting plaats tussen Karel de Kale en de Vikingenleiders Rorik en Rodulf. In 879 voer een Deense Vikingvloot onder leiding van Godfried de Noorman en ene Segefred de Schelde op en plunderde waarschijnlijk vanuit Gent Vlaanderen en aangrenzende gebieden. In februari 880 behaalde Lodewijk III de Jonge een overwinning op de Vikingen in de slag bij Thiméon (nabij Charleroi). Op 3 augustus 881 versloeg Lodewijk III van Frankrijk het Vikingenleger in de Slag bij Saucourt-en-Vimeu.

### Vikingen aan de Maas
Volgens de Annales Fuldenses brachten de Vikingen hun leger na de nederlaag bij Saucourt-en-Vimeu weer snel op orde en vergrootten daarbij hun ruiterij. Waarschijnlijk verplaatsten zij toen hun hoofdlegerkamp naar de Maas, naar de plaats Ascloha. Deze plaats werd vroeger meestal geassocieerd met Elsloo, ten noorden van Maastricht, tegenwoordig neemt men aan dat het Vikingenkamp te Asselt nabij Roermond was gelegen, waar zich een Frankische palts bevond. Vanuit Ascloha werden in 881 en 882 talloze rooftochten in het Maas-Rijngebied ondernomen, waarbij de steden Tongeren, Luik, Aken, Keulen, Bonn, Koblenz en Trier het zwaar te verduren kregen. In de Akense koningspalts werd de koninklijke kapel gebruikt als paardenstal. Ook de abdijen van Prüm, Kornelimünster, Stavelot en Malmedy, en de burchten van Zülpich, Jülich en Neuss werden geplunderd en platgebrand.

## De plundering van Maastricht

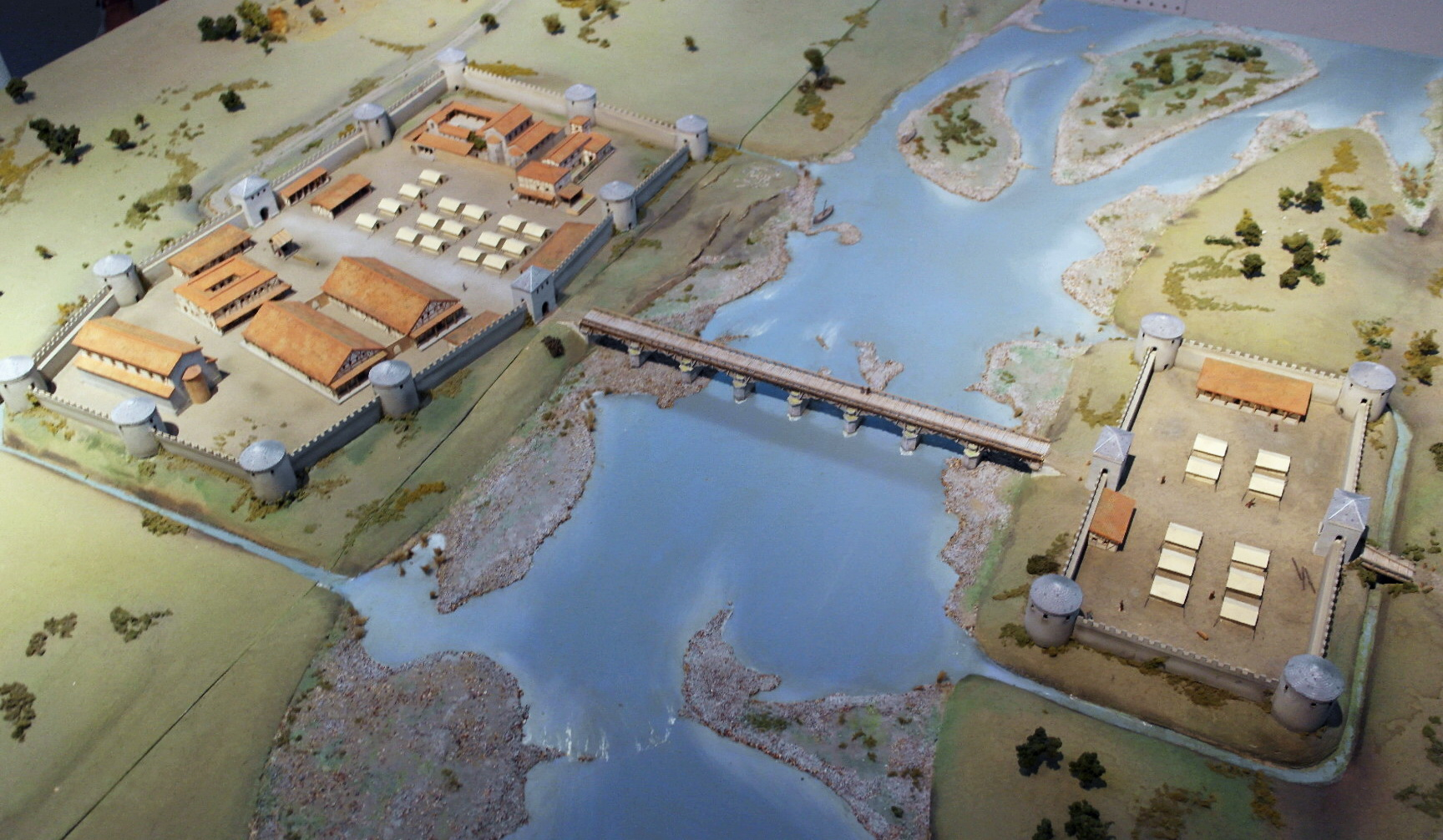
Maquette van het laat-Romeinse castellum van Maastricht, waarvan de muren in 881 wellicht nog overeind stonden. Het Wycker castellum (rechts) is hypothetisch

In 881 was ook Maastricht aan de beurt. Waarschijnlijk gebeurde dit in het najaar van 881, nadat de Vikingen hun activiteiten verplaatst hadden van de Schelde naar de Maas. De Annales Fuldenses vermelden slechts dat in dat jaar het "fort Maastricht" werd verwoest. Regino van Prüm gebruikte dezelfde term voor Maastricht in zijn relaas over de gebeurtenissen van 881. Mogelijk werd met dit fort (castrum) het Romeins castellum van Maastricht bedoeld, waarvan vermoed wordt dat het tot de 9e of 10e eeuw zichtbaar was in het stadslandschap. Bij de diverse opgravingen van de muren en poorten van het castellum zijn echter geen brandsporen uit 881 aangetroffen.
Een andere mogelijkheid is dat het "fort Maastricht" betrekking had op de door sommige historici veronderstelde Karolingische versterking van Maastricht. Deze zou zich ten westen van het castellum hebben bevonden, rondom de Sint-Servaasabdij en de vlakbijgelegen koninklijke palts (op de zuidoosthoek van het Vrijthof?). Deze belangrijke gebouwen waren mogelijk al voor 881 door Giselbert I van de Maasgouw versterkt met een aarden wal en een houten pallissade. Tegen de plundering van de Sint-Servaasabdij pleit, behalve de mededeling van Jocundus dat Sint-Servaas zijn kerk beschermde, de aanwezigheid van minstens twee Karolingische schatten in de schatkamer van de Sint-Servaaskerk: de zilveren Einhardsboog (pas eind 18e eeuw verdwenen) en de verguld zilveren sleutel van Sint-Servaas. In 891 verbleef koning Arnulf van Karinthië in de (herbouwde?) palts te Maastricht. De muur om het Sint-Servaascomplex werd mogelijk omstreeks 930 herbouwd of hersteld, de Ottoonse muur van Maastricht.
Evenmin is bekend of de voorstad Wyck, die waarschijnlijk evenals het castellum van Romeinse oorsprong is, door de Vikingen is verwoest. Einhard beschreef Maastricht omstreeks 830 als een dichtbevolkte stad met veel kooplieden. De Leidse mediëvist Frans Theuws houdt er rekening mee dat Wyck primair een handelsnederzetting was, waardoor er waarschijnlijk veel buit te halen viel. Omdat een groot deel van Wyck door riviererosie in de Maas verdwenen is, is ook hier geen archeologisch bewijsmateriaal voor handen.

## Na de plundering

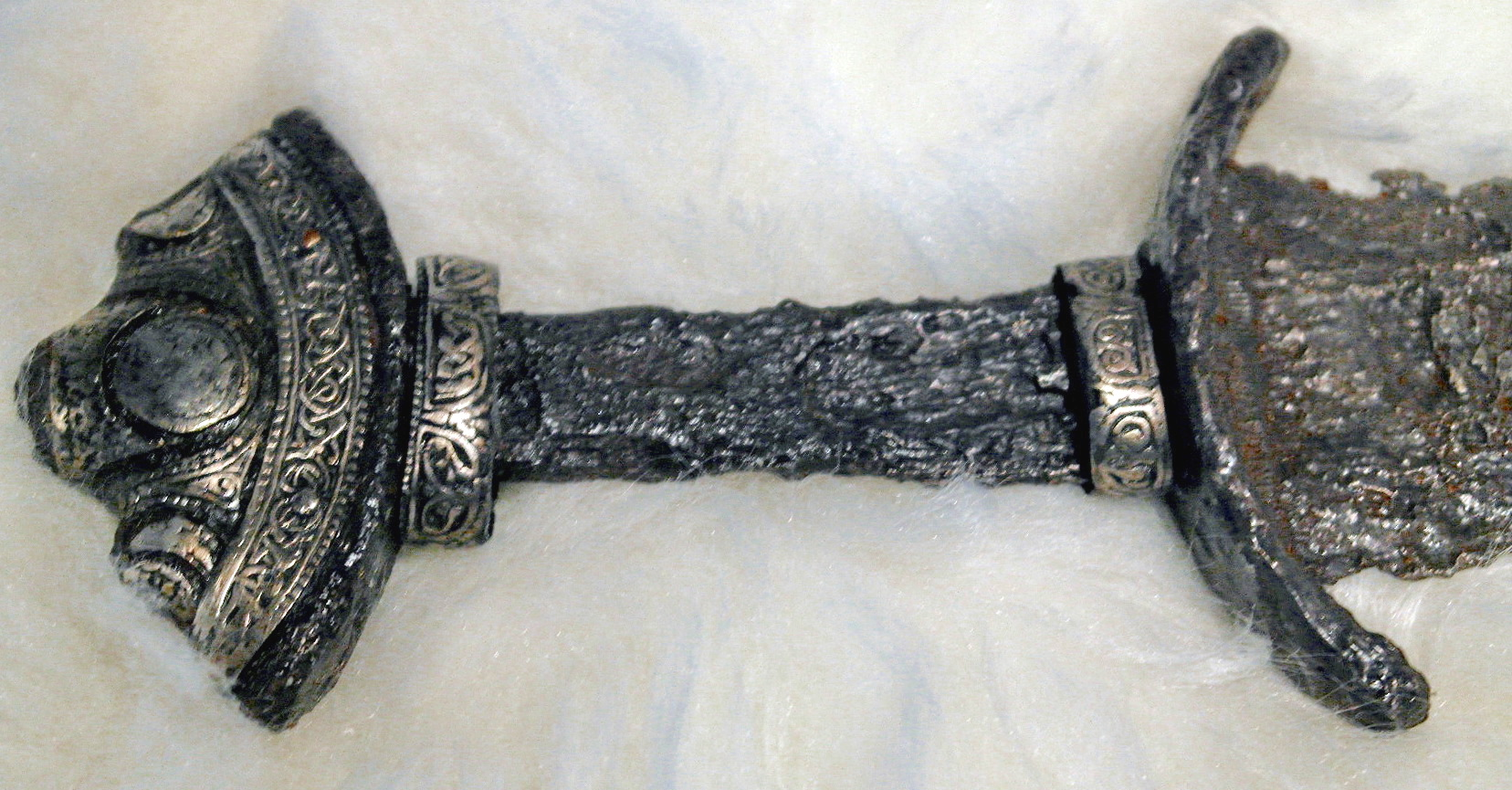
Bewerkt heft van Vikingenzwaard uit Wessem, vlak bij Asselt

In mei 882 nam Karel de Dikke, die een jaar eerder al door de paus tot keizer was gekroond, in Regensburg het koningschap van heel Oost-Francië op zich. Kort daarna riep hij te Worms op om tegen de Vikingen op te trekken. Een leger bestaande uit Franken, Alemannen, Bajuwaren (Beieren), Thuringers, Saksen en Lombarden werd samengesteld om de Vikingen te verdrijven. De keizer stuurde een strijdmacht van Beieren en Franken onder respectievelijk Arnulf van Karinthië en Hendrik van Babenberg vooruit om een verrassingsaanval uit te voeren op het Vikingenkamp aan de Maas te Ascloha (Asselt). De belegering van Asselt in 882 moest echter voortijdig worden afgebroken, volgens de Mainzer voortzetting van de Annales Fuldenses door verraad van aartskanselier Liutward van Vercelli, die door de Vikingen zou zijn omgekocht om de keizer ervan te overtuigen om vrede te sluiten.
Godfried de Noorman ontving daarop van de keizer de gouw Kennemerland in leen, hetzelfde gebied dat eerder door Rorik de Noorman was geregeerd. Karel de Dikke stemde tevens toe om het Danegeld te betalen aan de Vikingenleider. In ruil daarvoor zou Godfried zich tot het christendom bekeren en zouden de Vikingen het kamp te Asselt opgeven. De Vikingen trokken af naar het noorden en legden daar onder andere Deventer in de as. Karels reputatie als een zwakke en onbekwame heerser werd door deze campagne bevestigd, hoewel tijdgenoten de onderneming niet als een mislukking zagen. Alleen de Mainzer voortzetting van de annalen van Fulda wekte die indruk.
In 885 drongen de Vikingen het gebied van Reinier Langhals in de Haspengouw ten westen van Maastricht binnen en wisten er een groot aantal slaven gevangen te maken. Pas in 891 werden de Vikingen vernietigend verslagen in de Slag bij Leuven door de Oost-Frankische koning Arnulf van Karinthië, gesteund door de Luikse bisschop Franco.

## Legende
De aanval op Maastricht door de Vikingen werd door de elfde-eeuwse geestelijke en schrijver Jocundus verhaald in zijn Miracula Sancti Servatii, de wonderen van Sint-Servaas. Jocundus noemde de Denen dappere krijgers, die al plunderend Lotharingen (bedoeld wordt: Neder-Lotharingen) waren binnendrongen en op een gegeven moment hun oog hadden laten vallen op Maastricht, vanwege de zilveren en gouden kostbaarheden die zich daar in een heiligdom (de Sint-Servaaskerk) zouden bevinden. De bevolking van Maastricht vluchtte in paniek, have en goed meenemend. Alleen de zieken en gebrekkigen bleven achter, die door de Denen werden gedood. Door een wonder lukte het echter niet om de kerk binnen te dringen; de Denen werden als door de bliksem teruggeworpen en hun poging om het gebouw in brand te steken mislukte. Het vuur keerde zich tegen hen en verslond velen. Sommigen bleven aan de dakpannen plakken, toen ze de daken wilden beklimmen. De gevluchte Maastrichtenaren hoorden van deze wonderen en besloten terug te keren. Ze vormden in de Rijnstreek een leger, trokken de Maas over en vielen de vijand aan, waarbij duizenden Denen omkwamen en het restant van hun leger tot aan de grenzen van Lotharingen werd vervolgd, waar ze vervolgens door de bliksem werden getroffen, zodat niet één Deen het overleefde. De kerk van Sint-Servaas bleef geheel ongeschonden. Dit alles werd door Jocundus toegeschreven aan de tussenkomst van God, ter meerdere eer en glorie van Sint-Servaas.